# 352 км (зупинний пункт)
352 кіломе́тр (також Дроздні) — пасажирський залізничний зупинний пункт Рівненської дирекції Львівської залізниці.
Розташований неподалік від села Воля-Любитівська Ковельського району Волинської області на лінії Здолбунів — Ковель між станціями Любитів (5 км) та Голоби (10 км).
Станом на березень 2019 року щодня чотири пари електропоїздів прямують за напрямком Ковель-Пасажирський — Ківерці/Луцьк/Здолбунів.